# Гло сир Рил
Гло сир Рил (фр. Glos-sur-Risle) насеље је и општина у северној Француској у региону Горња Нормандија, у департману Ер која припада префектури Берне.
По подацима из 2011. године у општини је живело 472 становника, а густина насељености је износила 64,39 становника/km². Општина се простире на површини од 7,33 km². Налази се на средњој надморској висини од 53 метара (максималној 135 m, а минималној 31 m).

## Демографија
| 1962. | 1968. | 1975. | 1982. | 1990. | 1999. | 2011. |
| ----- | ----- | ----- | ----- | ----- | ----- | ----- |
| 410   | 413   | 413   | 404   | 442   | 415   | 472   |

График промене броја становника у току последњих година